# هاري لونغ
هاري لونغ (بالإنجليزية: Harry Long)‏ هو لاعب كرة قدم أسترالية أسترالي، ولد في 13 فبراير 1910، وتوفي في 29 يوليو 2003.

## وصلات خارجية
- هاري لونغ على موقع AustralianFootball.com (الإنجليزية)
- هاري لونغ على موقع AFLtables.com (الإنجليزية)